# Dendrophthora arcuata
Dendrophthora arcuata là một loài thực vật có hoa trong họ Santalaceae. Loài này được C.Wright mô tả khoa học đầu tiên năm 1870.